# Liste des basiliques italiennes
Cet article recense les basiliques d'Italie.

## Statistiques
En 2019, l'Italie compte 576 basiliques, plus que n'importe quel autre pays du monde (la France, 2e pays le plus fourni, n'en compte que 173).
La seule ville de Rome compte 64 basiliques, dont les 4 basiliques majeures. Toutes les autres basiliques du pays sont des basiliques mineures.
Saint-Marin et le Vatican, pays entièrement enclavés dans l'Italie, comptent chacun une basilique : la basilique de Saint-Marin pour le premier, la basilique Saint-Pierre pour le second.

## Listes
- Abruzzes
- Basilicate
- Calabre
- Campanie
- Émilie-Romagne
- Frioul-Vénétie Julienne
- Latium (et Vatican)
- Ligurie
- Lombardie
- Marches
- Molise
- Ombrie
- Piémont
- Pouilles
- Sardaigne
- Sicile
- Toscane
- Trentin-Haut-Adige
- Vallée d'Aoste
- Vénétie